# Aspilobapta sylvicola
Aspilobapta sylvicola är en fjärilsart som beskrevs av Alexander Michailovitsch Djakonov 1952. Aspilobapta sylvicola ingår i släktet Aspilobapta och familjen mätare. Inga underarter finns listade i Catalogue of Life.